# هارومی کوری
هارومی کوری (انگلیسی: Harumi Kori؛ زادهٔ ۱۷ اوت ۱۹۵۳) بازیکن فوتبال اهل ژاپن است.